# Philip Gabathuler
Philip Gabathuler (* 24. Dezember 1982 in Steinhausen ZG) ist ein Schweizer Beachvolleyballspieler.

## Karriere
Nachdem Gabathuler 2003 bereits seine ersten internationalen Turniere an der Seite von Michael Wälchli absolviert hatte, bildete er 2004 ein Duo mit David Wenger, das einige vordere Platzierungen bei Satellite- und Challenger-Turnieren schaffte. 2007 traten Gabathuler/Wenger mit einer Wildcard bei der Weltmeisterschaft in Gstaad an und schieden als Gruppendritter hinter den punktgleichen Niederländern Boersma/Ronnes nach der Vorrunde aus. Im folgenden Jahr mussten sie sich bei der Europameisterschaft in Hamburg jeweils in drei Sätzen den Polen Fijałek/Prudel und den Italienern Cavaliere/Galli geschlagen geben. Bei der WM 2009 in Stavanger scheiterten sie als Gruppenletzter. Anschliessend trennten sich ihre Wege.
Gabathuler kam nun mit Jan Schnider zusammen. Das neue Duo wurde bei den Kristiansand Open 2009 und beim Grand Slam in Gstaad jeweils Neunter. Bei der WM 2011 in Rom kamen sie als Gruppenzweiter in die erste Hauptrunde und verloren dort gegen die Deutschen Dollinger/Windscheif. Im August starteten sie bei der EM in Kristiansand, wo sie im Achtelfinal gegen die Letten Pļaviņš/J. Šmēdiņš verloren. Ende Saison 2011 trennte sich das Team Gabathuler/Schnider infolge Nichterreichen der gesteckten Ziele.
Gabathuler spielte 2012 mit Mirco Gerson. Bei der Europameisterschaft in Scheveningen erreichten Gabathuler/Gerson als Gruppenzweiter die erste Hauptrunde, die sie ebenfalls siegreich überstanden, bevor sie den späteren Drittplatzierten Skarlund/Spinnangr aus Norwegen unterlagen. 2013 war Jonas Weingart sein Partner. Bei der WM in Stare Jabłonki schieden Gabathuler/Weingart trotz eines Sieges über die Schweden Gunnarsson/Brinkborg nach der Vorrunde aus. Nach dem Rücktritt von Weingart spielte Gabathuler von 2014 bis 2016 wieder mit Mirco Gerson, mit dem er zweimal Schweizer Meister wurde.